# Lasconotus servus
Lasconotus servus är en skalbaggsart som beskrevs av Horn 1885. Lasconotus servus ingår i släktet Lasconotus och familjen barkbaggar. Inga underarter finns listade i Catalogue of Life.